# Final da Taça de Portugal de 2011–12
A final da Taça de Portugal de 2011–12 foi uma partida de futebol para decidir o vencedor da Taça de Portugal de 2011–12. A Académica de Coimbra venceu o Sporting Clube de Portugal por 1 a 0 para vencer a sua segunda Taça de Portugal da história do clube.

## Partida
| 20 de maio de 2012 | Sporting | 0 – 1 | Académica  | Estádio Nacional do Jamor, Oeiras       |
| 17:00 UTC          |          |       | Marinho 4' | Público: 38 000 Árbitro: Paulo Baptista |

## Campeão
| Taça de Portugal 2011–12      |
| ----------------------------- |
| Académica Campeão (2° título) |